# Aethria pyroproctis
Aethria pyroproctis är en fjärilsart som beskrevs av George Francis Hampson 1914. Aethria pyroproctis ingår i släktet Aethria och familjen björnspinnare. Inga underarter finns listade i Catalogue of Life.